# Anton Cense

Portret van 1926, toen Promoties W.F. Stutterheim in Leiden, van links naar rechts zittend: M.C.H. Amshoff, Th. G.Th. Pigeaud, Willem F. Stutterheim en G.W.J. Drewes; Staande: W.H. Rassers, R.L. Mellema, Roelof Goris, A.A. Bak, A.A. Cense, CC Berg, KC Crucq, J.Ph. Duyvendak, C. Hooykaas, P. Voorhoeve, L. Onvlee.

Anton Abraham Cense (1901-1977) was een Nederlandse Indonesiëkundige, ambtenaar en later hoogleraar in Nederlands-Indië, en directeur van het Nederlands Instituut in Istanboel.

## Leven en loopbaan
Cense ging in 1919 Indonesische Letteren studeren aan de Rijksuniversiteit Leiden, ter voorbereiding op een loopbaan als taalkundige in Nederlands-Indië. In 1928, na zijn promotie, werd hij taalambtenaar en was werkzaam voor de Adviseur voor Inlandse zaken. Twee jaar later vervolgde hij zijn carrière als taalambtenaar te Makassar om zich te wijden aan de studie van de zogeheten Zuid-Celebescultuur. Cense deed, naast advieswerk ten behoeve van het gouvernement, ook onderzoek naar de voornaamste streektalen, het Makassaars en het Boeginees. De gepensioneerde onderwijzer Noeroeddin Daeng Magassing (1870-1943) was in deze periode een vaste medewerker van Cense.
In 1941 werd Cense benoemd tot hoogleraar Maleise taal- en letterkunde te Batavia. Tijdens de Japanse bezetting werd Cense geïnterneerd. Na de oorlog hervatte hij zijn functie en werd hij tevens hoogleraar in de talen van Celebes. In 1948 werd hij benoemd tot president van de Universiteit van Indonesië. In april 1949 ging hij met verlof naar Nederland. Het vertrek werd een voorgoed afscheid van Indonesië. In 1951 ging Cense met pensioen. In Nederland bleef hij actief als onderzoeker en schreef diverse publicaties.
Vanaf 1958 werd hij directeur van het nieuw geopende Nederlands Historisch-Archaeologisch Instituut in Istanbul, en was hij gestationeerd in Turkije. Deze functie bekleedde hij zes jaar. 
Vanaf 1964 tot 1967 was hij als wetenschappelijk medewerker verbonden aan het Koninklijk Instituut voor Taal-, Land- en Volkenkunde, dat toen in Den Haag was gevestigd. Na zijn pensionering zette hij zijn wetenschappelijke werk voort met het voorbereiden van zijn omvangrijk Makassaars woordenboek. Vlak voor het uitkomen van dit woordenboek overleed Cense.
Cense was Ridder en later Officier in de Orde van Oranje-Nassau.

## Publicaties (selectie)
- (proefschrift:) De kroniek van Bandjarmasin. Santpoort: Mees, 1928.
- (met E.M. Uhlenbeck:) Critical survey of studies on the languages of Borneo. KITLV Bibliographical Series, 2. Den Haag: Nijhoff, 1958.
- (met Abdoerrahim:) Makassaars-Nederlands woordenboek; met Nederlands-Makassaars register en voorw. door J. Noorduyn. Den Haag: Nijhoff, 1979.